# Armeeabteilung
Eine Armeeabteilung bezeichnete im deutschen Militär eine Führungsinstanz etwa auf der Stufe einer Armee.

## Bildung
In Kriegszeiten war es in bestimmten Lagen erforderlich, mehrere Armeekorps oder auch Reste von Truppenteilen zusammenzufassen, ohne dass ein Armeeoberkommando mit zugehörigen Armeetruppen und Führungsmitteln verfügbar war. Die so gebildeten Armeeabteilungen erhielten dann den Namen des Befehlshabers, des Einsatzortes oder auch nur einen Buchstaben. Im Gegensatz zu einer Korpsgruppe, welche im Allgemeinen einer Armee unterstand, wurden die Armeeabteilung direkt von einer Heeresgruppe geführt. Aufgrund der improvisierten Nachschub- und Nachrichtenmittel waren die Armeeabteilungen meist kleiner als die typischen Armeen. Länger bestehende Armeeabteilungen wurden teilweise in den Rang einer Armee erhoben.

## Erster Weltkrieg
Neben den „vollwertigen“ Armeen wurden „Armeeabteilungen“ als improvisierte selbständige Großverbände aus Abgaben anderer Verbände zusammengestellt. Es handelte sich dabei oft um Landwehr-Truppen. Ihre Kampfkraft war eher gering, da sie normalerweise über wenig schwere Artillerie verfügten. Sie wurden teilweise zu vollwertigen Armeen aufgerüstet.
Beispiele:
- Armeeabteilung A (zuvor „Armeeabteilung Falkenhausen“)
- Armeeabteilung B (zuvor „Armeeabteilung Gaede“)
- Armeeabteilung C (zuvor „Armeeabteilung Strantz“)
- Armeeabteilung D (zuvor „Armeeabteilung Scholtz“)
- Armeeabteilung Mackensen
- Armeeabteilung Scheffer
- Armeeabteilung Woyrsch
- Armeeabteilung Lauenstein

## Zweiter Weltkrieg

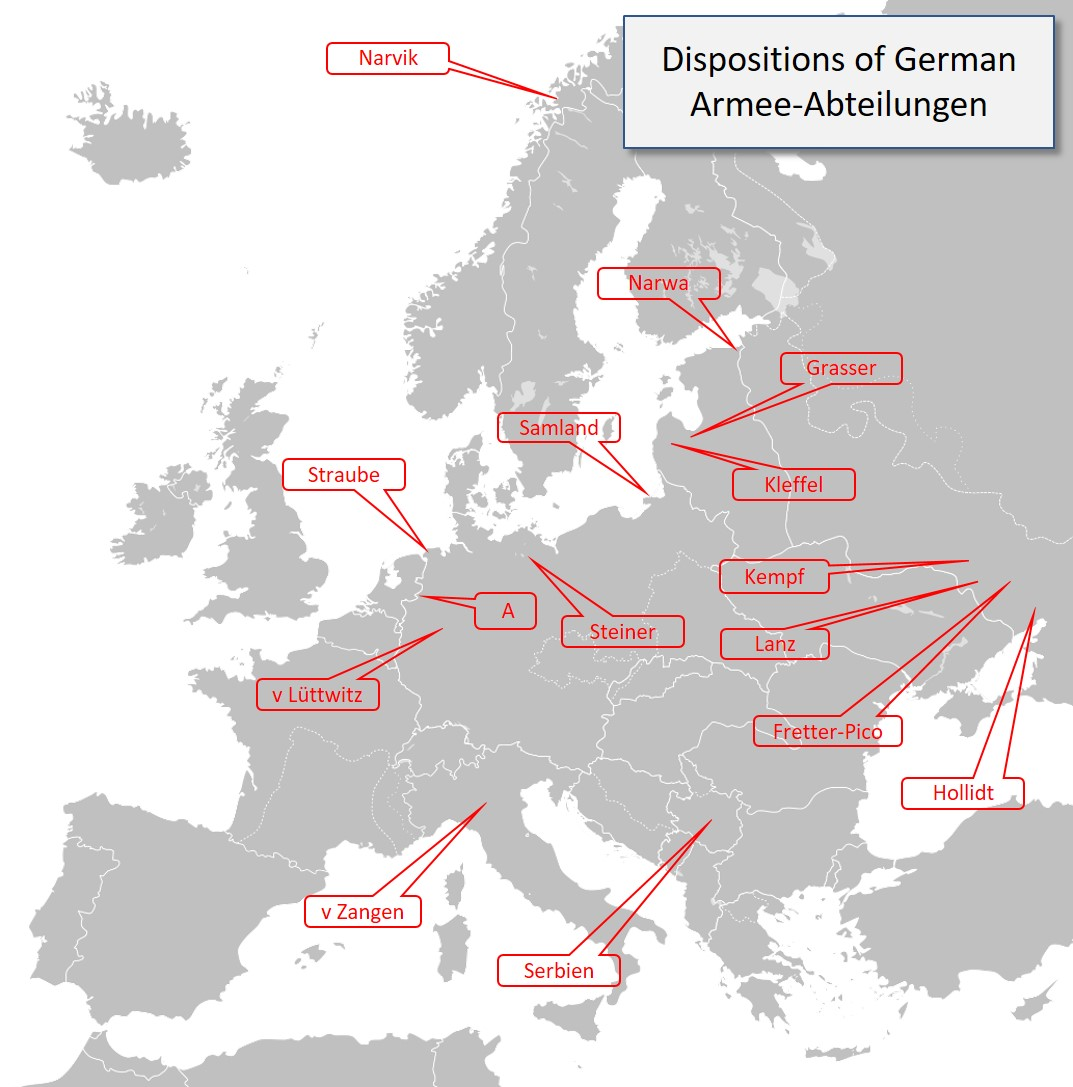
Armeeabteilungen im Jahr 1942

Die Stäbe der Armeeabteilungen wurden typischerweise aus Korpskommandos zur Führung von Truppen bis zur Stärke von mehreren Armeekorps gebildet.
Beispiele:
- Armeeabteilung A (1939 Niederländische Grenze, später Grenzabschnittskommando Süd/Polen)
- Armeeabteilung Fretter-Pico (1942 Russland aus XXX. AK, später wieder XXX. AK)
- Armeeabteilung Grasser (1944 Baltikum aus A.Abt. Narwa, später A.Abt. Kleffel)
- Armeeabteilung Hollidt (1942/1943 Südrussland/Ukraine aus XVII. AK, später AOK 6)
- Armeeabteilung Kempf (1943 Ukraine aus A.Abt. Lanz, später AOK 8)
- Armeeabteilung Kleffel (1944 Baltikum aus A.Abt. Grasser, später AOK 25)
- Armeeabteilung Lanz (1943 Ukraine aus dem Stab des Deutschen Generals beim italienischen AOK 8, später A.Abt. Kempf)
- Armeeabteilung Lüttwitz (1945 Ruhrgebiet aus XXXXVII. PzK)
- Armeeabteilung Narvik (1944 Norwegen aus XIX. Gebirgs-AK)
- Armeeabteilung Narwa (1944 Baltikum aus Gruppe Sponheimer/LIV. AK, später A.Abt. Grasser)
- Armeeabteilung Samland (1945 Ostpreußen aus XXVIII. AK, später wieder XXVIII. AK)
- Armeeabteilung Serbien (1944 Balkan aus dem Stab des Militärbefehlshabers Südost)
- Armeeabteilung von Zangen (1944 Italien aus LXXXVII. AK, später AOK Ligurien)